# Фронт из Пассе
Фронт (VI век) — святой отшельник из Пассе. День памяти — 25 октября.
Святой Фронт (Front de Passais) был отшельником в Нормандии. Его имя носит селение Домфрон (Domfront (Orne)).
Святой уединился в дремучих лесах Пассе (Passais) около 540 года, где построил часовню. Вскоре местные жители, обитавшие в рассеянии в лесах, стали обращаться в христианство. Многие его ученики образовали селение около его отшельнического жилища. По преданию, до прихода святого там находился языческий храм Цереры, который был разрушен. После кончины святого селение обратилось в запустение, в коем пребывало до 1011 года. В эту пору Гийом I Бейем там воздвиг шато, «дабы остановить жителей Ле Мана (Manceaux), с которыми шла непрестанная война».

## Источник
- F. Liard, Histoire de Domfront ou Recueil de nombreux documents sur Domfront depuis son origine jusqu'à nos jours, 1883.